# Bart the General
«Bart the General» llamado «El general Bart» en Hispanoamérica y «Bart, el general» en España es el quinto episodio de la primera temporada de la serie animada Los Simpson, emitido originalmente el 4 de febrero de 1990. El episodio fue escrito por John Swartzwelder y dirigido por David Silverman. En este episodio Bart arma su propio ejército contra Nelson Muntz, el matón de la escuela.

## Sinopsis
Bart pelea contra Nelson Muntz, el matón de la escuela, mientras protege los panecillos que Lisa horneó para la maestra Hoover. Nelson gana y le advierte a Bart que recibirá la misma paliza al día siguiente, después de la escuela. En casa, Homer le aconseja a Bart pelear sucio, mientras que Marge sugiere que intente razonar con él. Escogiendo el consejo de Homer, Bart enfrenta a Nelson, pero pierde otra vez. Esta vez, consulta al miembro más rudo de familia Simpson, el abuelo Simpson.
El abuelo le presenta a Bart a Herman, un loco que se cree veterano de guerra porque le falta un brazo pero en realidad lo perdió al sacarlo por la ventanilla del bus escolar cuando era chico, que tiene una tienda de objetos de guerra. Herman le declara la guerra a Nelson y le enseña a Bart la estrategia para abordar a su enemigo. Bart reúne a otros niños de la escuela que han sido traumatizados por Nelson y los alista como tropas. Mientras Herman comanda desde la casa en el árbol de Bart, éste los dirige desde el campo de batalla. Rodeando a Nelson y a sus matones, los niños comienzan a lanzarles globos de agua.
Aterrorizados, los matones se rinden y Nelson es tomado prisionero, pero amenaza con volver a golpear a Bart cuando sea desatado. Luego, Herman redacta un armisticio, el cual Bart y Nelson aceptan en firmar. Marge entra con panecillos y la paz prevalece.

## Producción
Este episodio era demasiado largo como para utilizar la secuencia de presentación normal. Por lo tanto, no incluye un gag de la pizarra ni del sofá. En su lugar, sólo se muestra una imagen de la casa de los Simpson. David Silverman fue el director, pero estaba sobrepasado ya que también debía dirigir Bart the Genius. Originalmente, planeaba usar la canción "War" por Edwin Starr en el episodio. La idea fue descartada cuando decidieron que la canción no era acorde con la historia. El episodio tuvo problemas con los censores, quienes no querían que los personajes dijesen "joyas familiares" en el horario central de televisión. Los productores ignoraron las quejas y "joyas familiares" permaneció en el episodio. Este acto de intento de censura se refleja en la escena en que el Abuelo escribe una carta quejándose del alto contenido sexual presente en la televisión, y da una lista de las palabras que no quería volver a escuchar, incluyendo "joyas familiares".
Dos nuevos personajes aparecieron por primera vez en el episodio. El primero, Nelson Muntz, continúa siendo un personaje recurrente, mientras que el segundo, Herman, ha aparecido en contadas ocasiones más. El diseño de Herman, con la excepción de la falta de uno de sus brazos, estuvo inspirado en el guionista John Swartzwelder. Su voz, realizada por Harry Shearer, estuvo parcialmente inspirada en George H. W. Bush. La idea original para Herman era darle una historia diferente para explicar la pérdida de su brazo en cada aparición.